# Västerfjärden, Korpo
Västerfjärden är en fjärd i Finland. Den ligger i Korpo i landskapet Egentliga Finland, i den sydvästra delen av landet, 190 km väster om huvudstaden Helsingfors.
Västerfjärden avgränsas av Aspö i öster, Tistronskären i sydöst, Moringharu i söder, Västra skärgården i väster, Fränukläpparna i nordväst samt Ingolskär i nordöst. Den ansluter till Norrfjärden i nordöst.